# Бет Хатефутсотх
32° 06′ 49.72″ N 34° 48′ 18.94″ E / 32.1138111° С; 34.8052611° И
Бет Хатефутсотх (хебр. בית התפוצות; Наум Голдман Музеј јеврејске дијаспоре) је историјско-антрополошки музеј посвећен јеврејским заједницама у свету. Музеј је основан 1978, након 10 година градње. Налази се у склопу кампуса Телавивског Универзитета, а ус клопу музеја делује и центар за проучавање јеврејског фолклора. Музеј је такође центар за документовање и очувању сећања на Јевреје и јеврејске породице који су страдали у антисемитским инцидентима широм света.